# Sofia Bears
I Sofia Bears sono una squadra di football americano di Sofia, in Bulgaria; fondati nel 2007 come Team Sofia, hanno assunto il nome Sofia Bears nel 2010. Nel 2018 hanno vinto il titolo nazionale.

## Dettaglio stagioni

### Amichevoli
| Stagione | Vin | Par | Per | Tot | PF  | PS  | avversaria                                               |
| -------- | --- | --- | --- | --- | --- | --- | -------------------------------------------------------- |
| 2008     | 0   | 0   | 3   | 3   | 18  | 56  | Istanbul Cavaliers, Bucharest Warriors                   |
| 2009     | 3   | 0   | 1   | 4   | 116 | 24  | Bucharest Warriors, Bucharest Predators                  |
| 2010     | 2   | 0   | 0   | 2   | 52  | 6   | Bucharest Warriors, Inđija Indians                       |
| 2011     | 2   | 0   | 1   | 3   | 39  | 58  | Kraljevo Royal Crowns, Bucharest Warriors, Szeged Bats   |
| 2012     | 3   | 0   | 0   | 3   | 163 | 0   | Bucharest Predators, Sarajevo Spartans, Bucharest Rebels |
| 2014     | 1   | 0   | 0   | 1   | 43  | 24  | Sofia Hawks                                              |
| 2015     | 2   | 0   | 1   | 3   | 198 | 38  | Kraljevo Royal Crowns, Sofia Bulldozers                  |
| 2016     | 1   | 0   | 0   | 1   | 57  | 0   | Sofia Bulldozers                                         |
| 2019     | 0   | 0   | 3   | 3   | 25  | 122 | Niš Imperatori, Bucharest Rebels                         |
| 2020     | 1   | 0   | 1   | 2   | 30  | 40  | Blagoevgrad Griffins, Sofia Knights                      |
| 2021     | 0   | 1   | 0   | 1   | 12  | 12  | Varna Sharks                                             |
| Totale   | 15  | 1   | 10  | 26  | 753 | 380 |                                                          |

### Tornei nazionali

#### Campionato

##### Campionato bulgaro di football americano
| Stagione | regular season | regular season | regular season | regular season | regular season | regular season | playoff | playoff | playoff | playoff | playoff | playoff   | playoff          |
|          | Vin            | Par            | Per            | Tot            | PF             | PS             | Vin     | Per     | Tot     | PF      | PS      | risultato | avversaria       |
| -------- | -------------- | -------------- | -------------- | -------------- | -------------- | -------------- | ------- | ------- | ------- | ------- | ------- | --------- | ---------------- |
| 2018     | 4              | 0              | 4              | 8              | 138            | 88             | 1       | 0       | 1       | 19      | 6       | Campioni  | Sofia Bulldozers |
| 2021     | 1              | 0              | 0              | 1              | 14             | 6              | 0       | 1       | 1       | 6       | 20      | Bulbowl   | Sofia Knights    |
| Totale   | 5              | 0              | 4              | 9              | 152            | 94             | 1       | 1       | 2       | 25      | 26      |           |                  |

Fonti: Enciclopedia del Football - A cura di Roberto Mezzetti

##### Treća Liga Srbije
| Stagione | regular season | regular season | regular season | regular season | regular season | regular season | playoff | playoff | playoff | playoff | playoff | playoff   | playoff            |
|          | Vin            | Par            | Per            | Tot            | PF             | PS             | Vin     | Per     | Tot     | PF      | PS      | risultato | avversaria         |
| -------- | -------------- | -------------- | -------------- | -------------- | -------------- | -------------- | ------- | ------- | ------- | ------- | ------- | --------- | ------------------ |
| 2015     | 3              | 0              | 1              | 4              | 126            | 28             | -       | -       | -       | -       | -       | [ 2 ]     | -                  |
| 2016     | 3              | 0              | 1              | 3              | 101            | 6              | 3       | 0       | 3       | 113     | 12      | Campioni  | Novi Sad Wild Dogs |
| Totale   | 6              | 0              | 1              | 7              | 227            | 34             | 2       | 1       | 3       | 113     | 12      |           |                    |

Fonti: Enciclopedia del Football - A cura di Roberto Mezzetti

### Tornei internazionali

#### Balkan American Football League
| Stagione | regular season | regular season | regular season | regular season | regular season | regular season | playoff | playoff | playoff | playoff | playoff | playoff   | playoff    |
|          | Vin            | Par            | Per            | Tot            | PF             | PS             | Vin     | Per     | Tot     | PF      | PS      | risultato | avversaria |
| -------- | -------------- | -------------- | -------------- | -------------- | -------------- | -------------- | ------- | ------- | ------- | ------- | ------- | --------- | ---------- |
| 2013     | 1              | 0              | 1              | 2              | 27             | 26             | -       | -       | -       | -       | -       | -         | -          |
| 2014     | 1              | 0              | 1              | 2              | 27             | 34             | -       | -       | -       | -       | -       | -         | -          |
| Totale   | 2              | 0              | 2              | 4              | 54             | 60             | -       | -       | -       | -       | -       |           |            |

Fonti: Enciclopedia del Football - A cura di Roberto Mezzetti

### Riepilogo fasi finali disputate
| Anno             | Luogo    | Evento             | Fase del torneo | Incontro                         | Risultato |
| 24 luglio 2016   | Novi Sad | Treća Liga         | Finale          | Novi Sad Wild Dogs - Sofia Bears | 0 - 28    |
| 10 novembre 2018 | Sofia    | Campionato bulgaro | Bulbowl         | Sofia Bulldozers - Sofia Bears   | 6 - 19    |
| 6 novembre 2021  | Sofia    | Campionato bulgaro | Bulbowl         | Sofia Knights - Sofia Bears      | 20 - 6    |

## Palmarès
- 1 Bulbowl (2018)
- 1 Coppa della Federazione (2014)
- 1 Treća Liga Srbije (2016)